# It's Raining Men
It's Raining Men är en låt skriven av Paul Jabara och Paul Shaffer, ursprungligen framförd av Weather Girls 1982.
Covers har spelats in av Martha Wash (Weather Girls) i duett med RuPaul 1997, Geri Halliwell 2001 och av Young Divas 2006. Flera av versionerna har legat på listorna i många länder.

## Listplacering
| Lista (1982-1984) | Topplacering |
| ----------------- | ------------ |
| Nederländerna     | 46           |
| Nya Zeeland       | 13           |
| Norge             | 8            |
| Schweiz           | 95           |